# ナサニエル・バーナビー

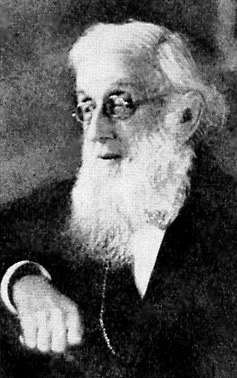
ナサニエル・バーナビー

ナサニエル・バーナビー（Sir Nathaniel Barnaby, KCB 1829年2月25日 - 1915年6月16日）はイギリスの軍艦設計技師である。
海軍工廠の町・チャタムに生まれる。1872年から1885年までイギリス海軍の主任造艦設計者であった。当時世界を驚かせた装甲艦ドレッドノート、装甲艦インフレキシブル等を設計し、近代戦艦の創設者と評価されている。
1915年、ロンドンで死去。